# André Guirard
André-Jacques Guirard (Vallauris, 20 septembre 1900 - Nice, 5 avril 1988) est un généalogiste français. Membre de la Société de l'histoire de France, il est l'auteur d'un dictionnaire généalogique, historique et héraldique, contenant une centaine de monographies de familles nobles ou notables sous l'Ancien Régime, publiés entre 1930 et 1935,.

## Les anciennes familles de France, leurs origines, leur histoire, leurs descendances
| Tome 1 | Tome 2 | Tome 3 |
| - Tome 1: - Affre de Saint-Rome - d'Aiguy - d'Anselme - de Sauvan d'Aramon - Becci - de Bessière de La Jonquière - Bouly de Lesdain - de Carné de Trécesson - de Charpin - de Clermont-Tonnerre - de Constantin - de Corbin de Boisonnard - de Courtin de Neufbourg - de Cressac - de Feuilhade de Chauvin - Fleury - de Frémond - Frotier - de Geouffre de La Pradelle - Girardot - de Graslin - d'Harcourt - Harvard - Henneton - Jeanbernat - Jouvencel - de La Force - Levebvre de Vatimesnil - de La Franquerie - de L'Eglise de Ferrier de Félix - Mercier du Paty de Clam - Millon de Montherlant - d'Esplechin - de Mun - de Nettancourt-Vaubecourt - Olphe-Galliard - Pierlot - Richard d'Abnour - des Roys - Tremblot de La Croix - de Warenghien de Flory | - Tome 2: - Alessandri - d'Antil de Ligones - d'Arlincourt - de Bauffremont - Béard du Dézert - Biétrix du Villars - Borel du Bez - Borel d'Hauterive - Cholier de Cibeins - Desgrées du Lou - de Digoine - de Giraudy du Grey - Govaerts - de Laleu - de La Tour du Pin - Dissandes - Manceron - Martin de Mereüil - de Mayol de Lupé - Michel de Trétaigne - de Montferrier - du Puy-Sanières - Ramey de Sugny - Rochat de La Vallée - de Saint-Germain de La Valade - de Tillia d'Ollonne - de Trudon des Ormes | - Tome 3: - Abaquesné de Parfouru - de L'Abbaye - de Blottefière de Voyennes - Bouchard d'Esquieu - du Cayla de Redon - de Chefdebien-Zagarriga - Daubrée - de Digoine du Palais - d'Orea - Drudes de Campagnolles - D'Elbreil - Gondier de Craye - de Goy d'Idogne - de Grasse - de Keating - de Le Bertre - Leroy de La Brière - de Mazuyer - Meaudre de Sugny - Mercier de La Ville-Hervé - Nayral Martin de Bourgon - Palaprat de Bigot - Pelletier-Doisy - Desplaces de Charmasse - de Pouzols - Premio Real - De Rivoire de La Batie - Roche de La Rigodière - de Roucy - de Sablon du Corail - de Salomon - Sandrier - de Thézan - de Véron de La Combe |